# Небесний центр добромисних знань

Графічне представлення класифікації істот

«Небесний центр добромисних знань» (ісп. Emporio celestial de conocimientos benévolos) — вигадана аргентинським письменником Хорхе Луїсом Борхесом китайська енциклопедія, що нібито містила незвичайну класифікацію тварин. Описана в його книзі «Аналітична мова Джона Вілкінса» 1942 року.
Ця класифікація примітна тим, що не має спільного раціонального критерію поділу тварин, виглядаючи через те безглуздо й загадково. Вона слугує прикладом нелогічного мислення в працях із логіки та психології.

## Зміст класифікації
Ця класифікація включає поділ всіх тварин на:
(a) належних імператору,
(b) бальзамованих,
(c) приручених,
(d) поросят,
(e) сирен,
(f) казкових,
(g) бродячих псів,
(h) включених до цієї класифікації,
(i) тих, що тремтять, як перелякані,
(j) незліченних,
(k) намальованих дуже тонким пензлем з верблюжої вовни,
(l) інших,
(m) тих, які щойно зламали вазу,
(n) тих, що здаля нагадують мух.

## Оригінальний текст
(a) pertenecientes al Emperador,
(b) embalsamados,
(c) amaestrados,
(d) lechones,
(e) sirenas,
(f) fabulosos,
(g) perros sueltos,
(h) incluidos en esta clasificación,
(i) que se agitan como locos,
(j) innumerables:
(k) dibujados con un pincel finísimo de pelo de camello,
(l) etcétera,
(m) que acaban de romper un jarrón,
(n) que de lejos parecen moscas.

## Використання
Французький філософ Мішель Фуко починав свою книгу «Порядок речей» цим уривком із «якоїсь китайської енциклопедії», з метою показати, що західний спосіб мислення не є єдиним можливим і правильним. За його словами, завдяки «дивовижності цієї таксономії» ми можемо зрозуміти не тільки «екзотичну чарівність іншої системи мислення», а й «обмеженість нашої власної».
Луї Сасс, професор клінічної психології в Вищій школі прикладної та професійної психології Рутгерського університету, відгукувався про цю класифікацію, що вона відображає типовий процес мислення при шизофренії.
Кіт Віндшаттл, австралійський історик, писав, що часте цитування цієї класифікації академіками як справжнього тексту свідчить про виродження західної науки та брак почуття гумору. «Сам Фуко відкрито посилається на Борхеса як на своє джерело. Зараз цей приклад так часто цитується в академічних текстах і дебатах, що його сприймають як достовірне свідчення про незахідні культури. Це заслуговує того, щоб розглядати його радше як доказ виродження стандартів аргументації в західній академії».